# Jon Paul Rodríguez
Jon Paul Rodríguez es un ecólogo venezolano, que se ha desempeñado en el área de biología de la conservación tanto en la investigación como en la promoción de acciones concretas de conservación de especies y ecosistemas.
Nació en Caracas el 24 de mayo de 1967 de padres de origen vasco y argentina. Se graduó de licenciado en biología en la Universidad Central de Venezuela en 1991 y en 1999 obtuvo un título de doctor en ecología y biología evolutiva de la Universidad de Princeton en Estados Unidos. 
Es investigador titular del Centro de Ecología del Instituto Venezolano de Investigaciones Científicas (IVIC) y jefe del Centro Internacional de Ecología Tropical, un Centro de Excelencia de UNESCO con sede en el IVIC. Es además fundador, director y presidente de la asociación civil ecologista venezolana Provita. Desde 2016 se desempeña como Presidente de la Comisión para la Supervivencia de las Especies de la Unión Internacional para la Conservación de la Naturaleza (UICN). Entre 2009 y 2016 fue líder temático del grupo de trabajo de la Lista Roja de Ecosistemas de UICN, las cuales impulsó desde 2007.
Sus investigaciones están enfocadas en el estudio de los patrones de distribución espacial de especies y ecosistemas amenazados de extinción, al igual que el análisis de las causas de estos patrones, y el desarrollo de lineamientos para políticas públicas relativas a la conservación de la biodiversidad. Es autor o coautor de más de 250 publicaciones, incluyendo el Libro Rojo de la Fauna Venezolana y el Libro Rojo de los Ecosistemas Terrestres de Venezuela, y más de 140 artículos en revistas científicas arbitradas.
Jon Paul Rodríguez está entre los 10 científicos de instituciones venezolanas más citados según el índice de citas de Google Académico.
En 2003 recibió el premio Whitley de conservación de aves. En 2005, fue seleccionado por la Cámara Junior Internacional Zulia como uno de los Jóvenes Sobresalientes de Venezuela en el área de logros ambientales. En 2007, recibió el Premio Nacional al Mejor Trabajo Científico, Tecnológico y de Innovación, mención Ciencias Naturales (compartido con Jennifer K. Balch y Kathryn M. Rodríguez-Clark). En 2013 recibió el Premio Fundación Empresas Polar “Lorenzo Mendoza Fleury”
. En 2018 el Premio Interciencia. En 2019 recibió el Whitley Gold Award otorgado por el Whitley Fund for Nature. En 2020 la Medalla de Conservación George B. Rabb otorgada por la Sociedad Zoológica de Chicago. En 2022 el Premio Internacional de Conservación de Especies Wolfgang Kiessling por American Humane. 